# Porphyrinia confuscata
Porphyrinia confuscata là một loài bướm đêm trong họ Noctuidae.